# إد بيثيون
إد بيثيون هو محامي وسياسي أمريكي، ولد في 19 ديسمبر 1935 في بوكاهونتاس في الولايات المتحدة. نشط حزبياً في الحزب الجمهوري. وقد انتخب عضو مجلس النواب الأمريكي ‏.